# Ratones glaciares

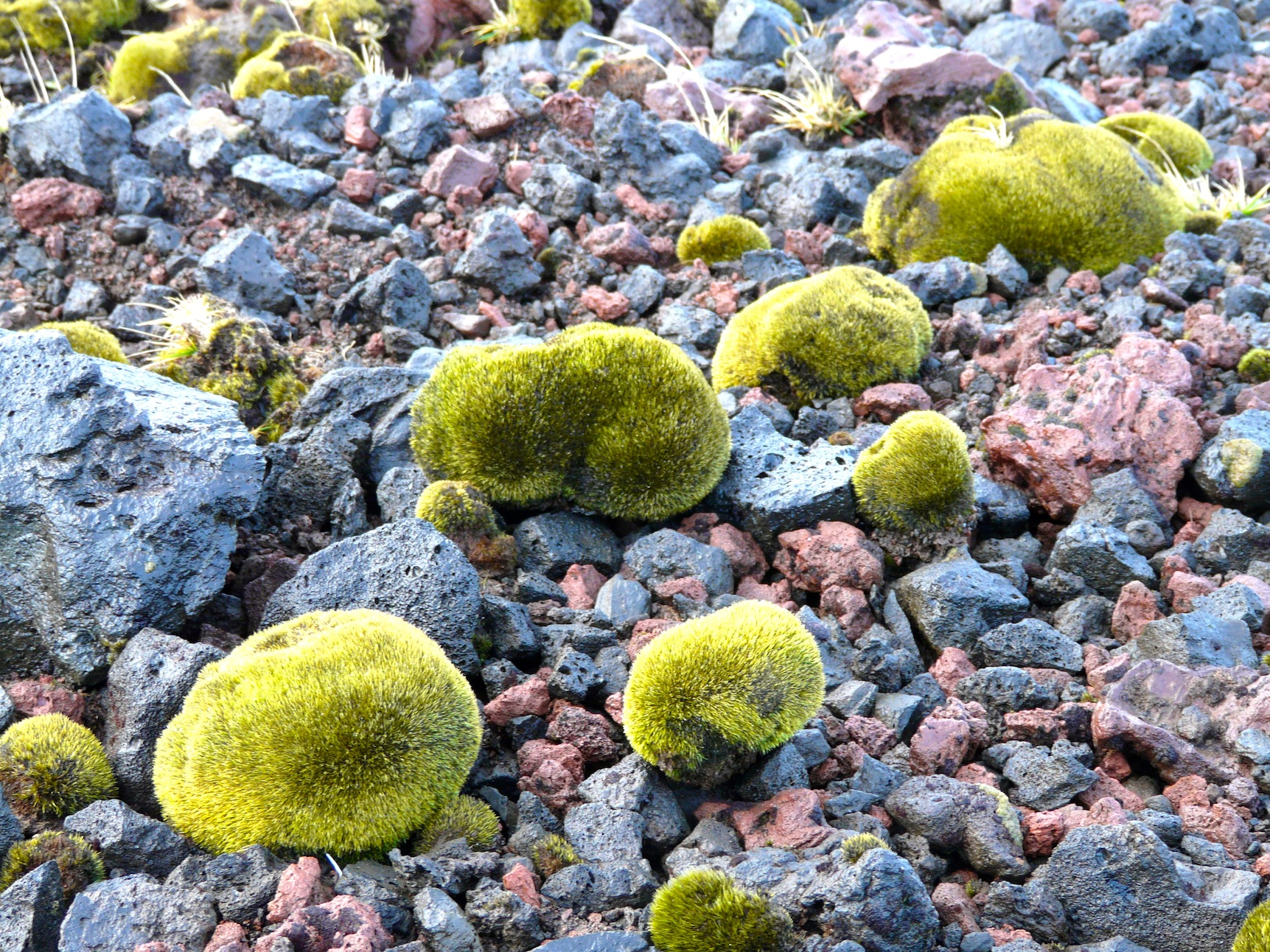
Ratones glaciares en la isla de la Posesión.

Se denomina ratones glaciares a colonias de musgos que se encuentran en las superficies de algunos glaciares. Están compuestos de múltiples especies de musgo y también pueden albergar otras especies, como gusanos nematodos, colémbolos y osos de agua. Tienen forma de pelota y miden entre 10 a 20 cm de diámetro. Aunque todavía no se han determinado las condiciones previas necesarias para que se formen los ratones glaciares, se han observado en Alaska, Chile, Islandia, Svalbard y Venezuela. En algunos casos, los ratones glaciares aparentemente se reproducen asexualmente debido al efecto del duro entorno glaciar en las estrategias tradicionales de reproducción del musgo.
Los ratones glaciares son notables por su movimiento a través del hielo, que parece no ser aleatorio y adopta la forma de comportamiento de manada. Este movimiento aún no tiene explicación, y no parece ser únicamente el producto del viento o la dirección de una pendiente. El uso de acelerómetros ha demostrado que los ratones glaciares, de hecho, giran y ruedan, en lugar de simplemente deslizarse por el hielo, exponiendo con el tiempo todas sus superficies. Las mediciones de los ratones glaciares muestran que retienen el calor y la humedad, creando un ecosistema adecuado para microorganismos que de otro modo no podrían vivir en un glaciar.
Los ratones glaciares fueron descritos por primera vez en 1950 por el meteorólogo islandés Jón Eyþórsson, quien se refirió a ellos como jökla-mýs, que en islandés significa "ratones glaciares".